# Reynaldo Getalado

Bischofswappen von Reynaldo Getalado

Reynaldo Bunyi Getalado MSP (* 5. August 1959 in Muntinlupa) ist ein philippinischer Ordensgeistlicher und römisch-katholischer Bischof von Rarotonga.

## Leben
Reynaldo Getalado besuchte die National High School in Muntinlupa und erlangte zunächst 1979 an der Far Eastern University in Manila einen Abschluss im Fach Zoologie. Am 24. September 1987 trat er der Ordensgemeinschaft der Mission Society of the Philippines bei. Er studierte Philosophie und Katholische Theologie am Divine Word Seminary in Tagaytay City. Dort erwarb er einen Bachelor of Arts. Am 4. August 1988 empfing er das Sakrament der Priesterweihe. Anschließend war Getalado als Missionar im Bistum Daru-Kiunga in Papua-Neuguinea tätig, bevor er im Jahr 2000 Seelsorger im Bistum Auckland in Neuseeland wurde. Nachdem er von 2003 bis 2004 als Pfarrvikar der Pfarrei Our Lady of the Abandoned in Mandaluyong auf den Philippinen gewirkt hatte, wurde er 2005 Missionar im Bistum Bougainville in Papua-Neuguinea.
Papst Franziskus bestellte ihn am 24. Februar 2014 zum Superior von Funafuti. Am 8. Dezember 2023 ernannte ihn Papst Franziskus zum Koadjutorbischof von Rarotonga. Der Bischof von Rarotonga, Paul Donoghue SM, spendete ihm am 27. April 2024 in der Kathedrale St. Joseph in Avarua die Bischofsweihe; Mitkonsekratoren waren der Bischof von Chalan Kanoa, Ryan Jimenez, und der Erzbischof von Papeete, Jean-Pierre Cottanceau SSCC. Getalado wählte den Wahlspruch Instrument of love and reconciliation („Instrument der Liebe und der Versöhnung“).
Mit dem Rücktritt von Paul Donoghue SM am 29. Juni 2024 folgte er diesem als Bischof von Rarotonga nach.